# Kasteel Keppel
Het kasteel Keppel staat in het Nederlandse stadje Laag-Keppel, provincie Gelderland. Het kasteel staat op een eiland tussen twee takken van de Oude IJssel. Het huidige gebouw dateert uit de 17e eeuw, nadat het middeleeuwse kasteel in 1582 was verwoest. Het wordt nog bewoond door afstammelingen van de bouwheer. Kasteel en tuinen zijn behoudens uitzonderingen gesloten voor het publiek.

## Geschiedenis

### Bouwgeschiedenis
Rondom de middeleeuwse donjon (ca. 1300) ontstond een kasteel, dat tot de 16e eeuw niet veel veranderd zal zijn geweest. Mogelijk was het kasteel de opvolger van de burcht van Eldrik dat ten zuiden van de Oude IJssel lag, richting Eldrik. Een van de bewoners in de 14e eeuw was Zweder van Voorst, die hier in 1363 overleed.
Na krijgsgeweld was het kasteel Keppel tussen 1582 en 1609 tot een ruïne vervallen en er werd vanaf 1609 aan de herbouw begonnen. In 1612 kreeg de stadsbouwmeester Willem van Bommel uit Emmerik opdracht tot volledige herbouw van het kasteel. Hij gebruikte hierbij afbraakmateriaal vanop de nog bestaande muren. Na 1614 werd de indrukwekkende renaissance topgevel tegen de zijgevels van de poort geplaatst. Ter herinnering hieraan werd een gevelsteen geplaatst in de muur met zijn naam en het jaartal 1614. Deze werkzaamheden waren omstreeks 1620 voltooid. Tussen 1743 en 1750 werd het complex aan de achterzijde uitgebreid door bouwmeester Gerrit Ravenschot uit Zutphen, die het ontwerp daarvoor al in 1729 vervaardigd had. In 1780 werd het poortgebouw ingrijpend veranderd. Ten slotte werd in 1850 de achterzijde de IJssel- en de zaalvleugel met elkaar verbonden waarmee de bouw uiteindelijk voltooid was.

### Strijd
Kasteel Keppel ondervond tijdens de middeleeuwen veel krijgshandelingen; vooral tijdens de Tachtigjarige Oorlog. In 1581 werd het kasteel belegerd en ingenomen door de Staatsen. Frederik van Pallandt, zoon van Johan van Pallandt en Elisabeth van Voorst en Keppel, ondernam een maand later weer een tegenaanval en nam het kasteel opnieuw in. In september 1582 volgde een tweede aanval. Dat moest behoedzaam gebeuren vanwege de grote hoeveelheden buskruit, de Staatsen bestormden het kasteel op ouderwetse stijl waarbij het grondig verwoest werd. In 1665 nam de Münsterse bisschop Bernhard von Galen (beter bekend als Bommen Berend) het herbouwde kasteel in, ontruimde het in 1666 en liet de verdedigingswerken ontmantelen. In 1672 richtte Lodewijk XIV het kasteel in als hoofdkwartier maar er werd in datzelfde jaar veel schade aangebracht door plunderende Franse en Münsterse troepen. Na de Hollandse Oorlog braken er rustiger tijden aan.

## Stichting

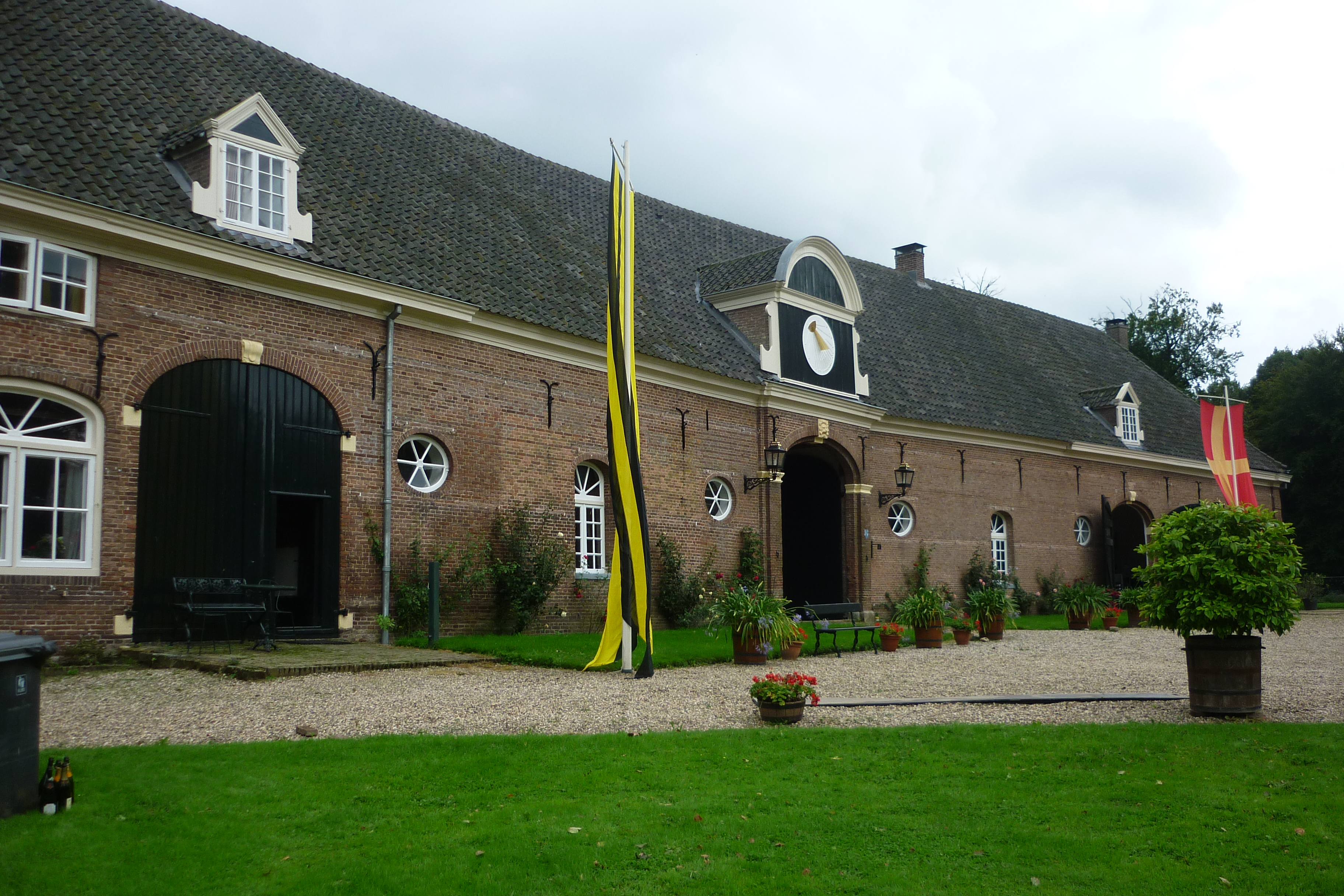
Bijgebouw Kasteel Keppel met vlag in kleuren van familie Van Pallandt

Sinds 1962 is het kasteel bezit van de 'Pallandt van Keppel Stichting', die het mogelijk heeft gemaakt om kasteel, huisraad en park bij elkaar te houden zodat het nog door de familie kan worden bewoond. Het kasteel is nooit verkocht, de huidige bewoners zijn afstammelingen van de 14de-eeuwse bouwheer. Het kasteel ligt op een landgoed dat in de 19e eeuw een omvang had van 1600 hectare en in de 21e eeuw nog 560 hectare groot is. Het bestaat deels uit bos en het omvat een aantal boerderijen en woonhuizen. 
Het kasteel en de tuin zijn niet toegankelijk voor publiek. Op aanvraag worden rondleidingen gegeven, ook is het een trouwlocatie. 
Jaarlijks stellen de bewoners het terrein open voor de plaatselijke gemeenschap om de intocht van Sinterklaas te vieren.
Van 2008 tot 2015 organiseerden de bewoners jaarlijks een openluchttoneelvoorstelling in hun tuin met stukken van William Shakespeare opgevoerd door het Engelse 'British Open Air Theatre Company Illyria'. In 2008 werd A Midsummer Night's Dream, in 2009 The Merry Wives of Windsor en in 2015 As You Like It opgevoerd.

## Vitesse
Reinhard Jan Christiaan baron van Pallandt sponsorde de Arnhemse voetbalclub Vitesse. In ruil daarvoor zou de club altijd in de kleuren zwart en geel spelen, de kleuren van de familie van Pallandt.